# 吉辰山
46°52′38″N 8°34′30″E / 46.8772°N 8.5751°E

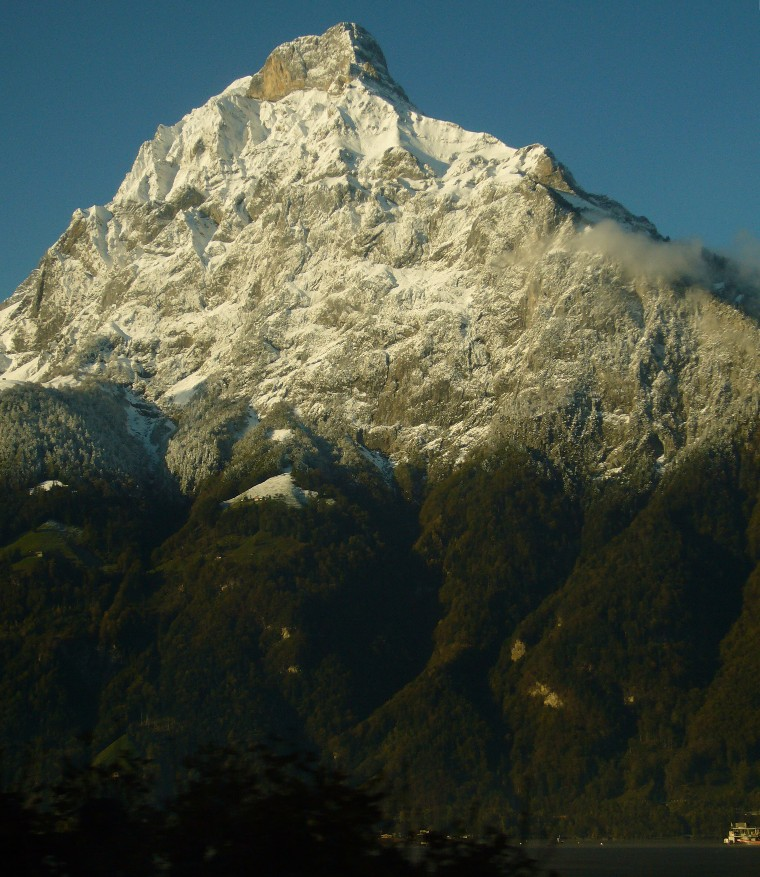

吉辰山（Gitschen），是瑞士的山峰，位於該國南部，由烏里州負責管轄，屬於烏里山的一部分，距離阿爾特多夫5.3公里，海拔高度2,513米，每年平均降雨量2,385毫米。